# 앤드루 나부트
앤드루 나부트(영어: Andrew Nabbout, 1992년 12월 17일 ~ )는 오스트레일리아의 축구 선수이다. 포지션은 공격수이다. 현재 A리그 멘의 멜버른 빅토리 FC에서 뛰고 있다.

## 클럽 경력
앤드루 나부트는 프로 입성 이전, 선샤인 스프링 조지 크로스 FC, 헤이델부르그 유나이티드 FC, 몰렌드 지브라스 FC에서 활동했다. 이후 2012년 10월, A리그 멘의 멜버른 빅토리와 유스 계약을 맺었다. 이후 2012년 10월 13일에 열린 브리즈번 로어와의 경기에서 프로 데뷔전을 치렀다. 2012년 11월 10일에 열린 시드니 FC와의 라이벌 경기에서 멀티골을 기록하며 팀의 3-2 역전승에 기여했다. 데뷔 시즌인 2012-13시즌에 21경기에 출전해 4골을 기록했다. 2013-14시즌에도 멜버른의 주전 선수로 활약했으며 19경기에 출전했다. 하지만 2014-15시즌에는 많은 경기를 소화하지 못했으며 6경기 출전에 그쳤으며 시즌 종료 이후 팀을 떠났다.
반 시즌 동안을 무적 신세로 보낸 앤드루 나부트는 2016시즌을 앞두고 말레이시아 프리미어리그의 느그리 슴빌란 FA에 입단했다. 느그리 슴빌란에서 앤드류 나부트는 14경기에 출전해 9골을 득점하는 활약을 올렸다.
이후 반 시즌간의 말레이시아 생활을 청산한 후 2016-17시즌을 앞두고 뉴캐슬 유나이티드 제츠 FC에 입단하면서 호주 무대로 복귀했다. 앤드루 나부트는 6라운드까지 한 골도 기록하지 못했지만 이후 8골을 넣으며 2016-17시즌 총 25경기 출전 8골을 기록했다.
2018시즌을 앞두고 J1리그의 우라와 레드 다이아몬드로 이적했다. 앤드루 나부트는 리그 5라운드인 주빌로 이와타와의 경기에서 우라와 이적 후 첫 경기를 치렀다. 하지만 2018년 5월 2일에 열린 가와사키 프론탈레와의 경기에서 어깨 탈구부상을 입어 팀에서 이탈했다. 이후 완치되었지만 월드컵 경기 도중 재발하였다. 2018년 10월 7일에 열린 베갈타 센다이와의 경기에서 부상 복귀 이후 첫 경기를 치렀다. 나부트는 우라와에서 15경기에 출전했다.
2019년 7월, 일본 생활을 청산하고 멜버른 빅토리 FC로 이적했다.

## 국가대표 경력
그는 2018년 오스트레일리아 축구 국가대표팀에 처음으로 차출되었다. 2018년 3월 24일에 열린 노르웨이 축구 국가대표팀과의 경기에서 국가대표팀 데뷔전을 치렀다. 2018년 6월 1일에 열린 체코 축구 국가대표팀과의 경기에서 국가대표팀 데뷔골을 기록했다. 이후 2018년 FIFA 월드컵에 참여하는 오스트레일리아 대표팀 명단에 포함되었다. 앤드류는 대회 조별리그 프랑스와의 경기에서 출전했다.
2019년 AFC 아시안컵에 참여하는 호주 국가대표팀에 차출되었다.

## 수상

### 팀

#### 멜버른 빅토리 FC
- A리그 멘 프리미어십 우승: 2014-15

#### 우라와 레드 다이아몬드
- 천황배 JFA 전일본 축구선수권대회 우승: 2018

### 개인
- A리그 멘 올해의 골: 2017-18
- PFC A리그 멘 올해의 팀: 2017-18